# Stephanie Schmidt
Stephanie Schmidt (* 26. Februar 1971 in Bochum) ist eine deutsche Journalistin und Moderatorin.

## Leben
Schmidt studierte Slawistik, Geschichte und Sprachlehrforschung an der Universität Bochum. Nebenbei arbeitete sie bei der Westfälischen Rundschau, bei Radio NRW und beim WDR-Studio Essen. Schmidt begann 1999 als Redakteurin und On-Reporterin bei Volle Kanne. Von 2. Januar 2001 bis September 2003 moderierte sie die Sendung auch. Danach ging sie wieder in den Hintergrund als Autorin. Außerdem arbeitete sie bei 37 Grad, Das war dann mal weg (Regie) und Besonders normal.